# Opatovac (żupania vukowarsko-srijemska)
Opatovac – wieś w Chorwacji, w żupanii vukowarsko-srijemskiej, w gminie Lovas. W 2011 roku liczyła 345 mieszkańców.